# VW Tarek

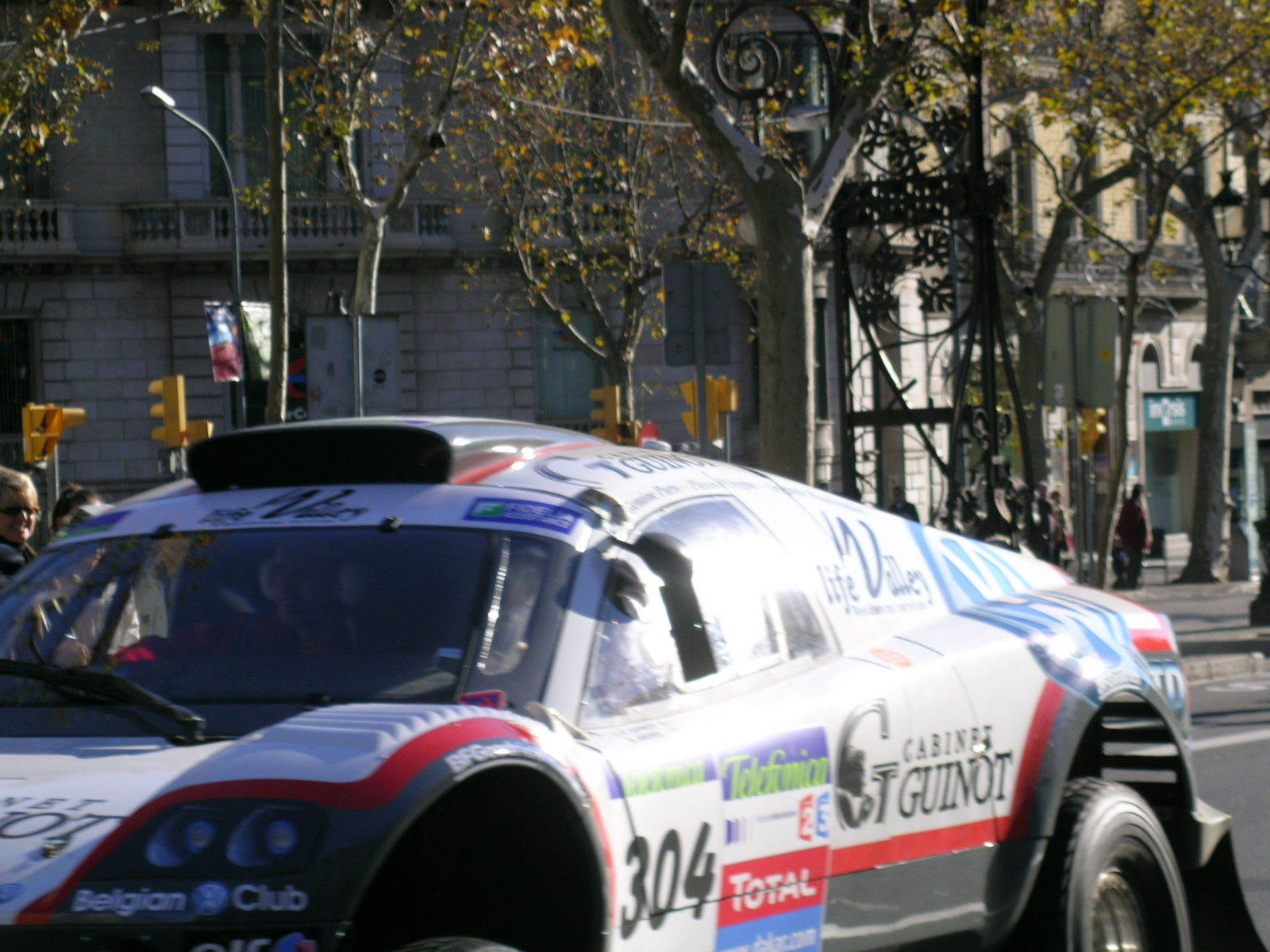
VW Tarek bei der Dakar 2005

Der Volkswagen Tarek ist ein zweiradgetriebener Rallye-Sportwagen der Volkswagen Racing GmbH, welcher auf der Essen Motor Show 2002 der Öffentlichkeit präsentiert wurde und 2003 sein Debüt bei der Rallye Dakar feierte (drei Fahrer-Teams). Volkswagen verfolgte mit diesem in sehr kurzer Zeit entwickelten Prototypen unter der technischen Leitung von Motorsportdirektor Rudolf-Helmut Strozyk das Ziel, Erfahrungen in diesem Rallye-Segment zu sammeln, um später mit dem Race Touareg diese Rallye zu bestreiten. Für den Einsatz des VW Tarek verpflichtete man die Rennpilotin und bisher einzige Dakar-Siegerin Jutta Kleinschmidt.
Das Design dieses Fahrzeuges stammte von Italdesign. Durch einen extremen Leichtbau erzielte man einen Gewichtsvorteil von ca. 500 kg gegenüber den Mitbewerbern. Trotzdem blieb bei dem relativ schwachen Motor ein Geschwindigkeitsnachteil von ca. 20 km/h. Dieser Nachteil wog auf den langen und schnellen Wüstenetappen schwer, so dass es für einen Gesamtsieg nicht reichte.

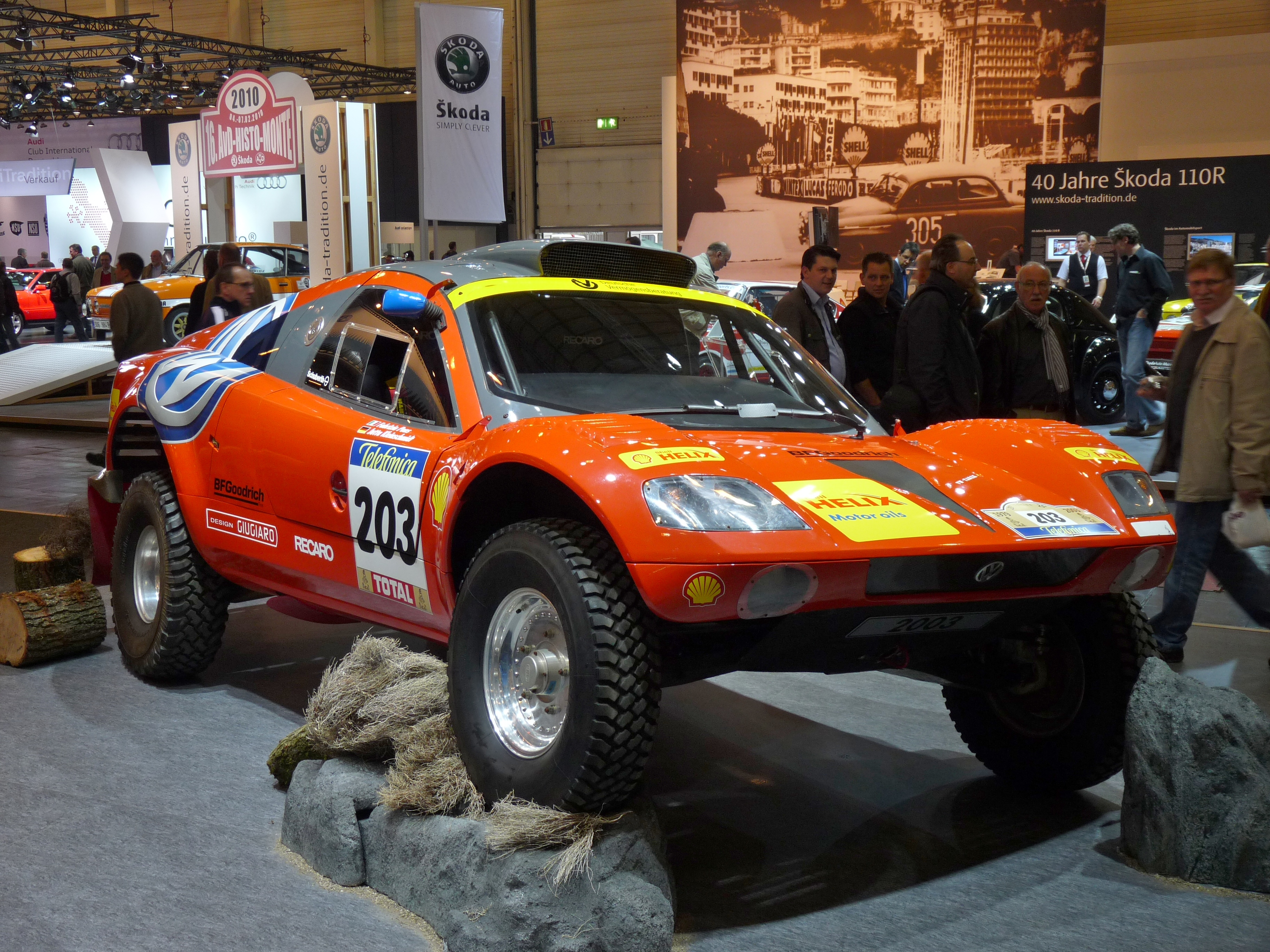
VW Tarek, Paris-Dakar 2003

Die Tarek-Modelle wurden nach dem Einsatz der Race Touareg im Jahre 2004 nach Belgien an ein Privatteam verkauft. Heute werden die Fahrzeuge vom ehemaligen Werksfahrer Stéphane Henrard gefahren.

## Technische Daten des Volkswagen Tarek-Antriebsaggregates
| Kenngrößen        | Daten |
| ----------------- | --- |
| Bauweise:         | Vierzylinder-TDI-Dieselmotor, wassergekühlt, längs angeordneter Mittelmotor                                   |
| Bohrung:          | 79,5 mm |
| Hub:              | 95,5 mm |
| Hubraum:          | 1896 cm³ |
| Leistung:         | 160 kW/218 PS bei 4250 min−1                                                                                  |
| Drehmoment:       | 390 Nm bei 3000 min−1                                                                                         |
| Motormanagement:  | Bosch |
| Abgasreinigung:   | Diesel-Renn-Katalysator HJS                                                                                   |
| Kraftübertragung: | 5-Gang-Renngetriebe, längs angeordnet, (Hersteller: FORTIN), geradeverzahnt, unsynchronisiert, H-Schaltschema |
| Differential:     | Kegelrad-Differential ohne Sperre                                                                             |
| Kupplung:         | Sintermetall-Kupplung (Hersteller: AP)                                                                        |
| Antrieb:          | Hinterradantrieb                                                                                              |

## Chassis und Karosserie

### Aufbau
- Stahl-Profilrahmen-Chassis
- zweitürige Karosserie aus kohlenstofffaserverstärktem Kunststoff
- FIA/FT3-Sicherheitstank
- Tankinhalt: 250 Liter

### Dimensionen
| Kenngrößen              | Daten        |
| ----------------------- | ------------ |
| Länge:                  | 4600 mm      |
| Breite:                 | 2200 mm      |
| Höhe:                   | 1800 mm      |
| Spurweite vorne/hinten: | 1830/1890 mm |
| Radstand:               | 3060 mm      |
| Min.-Gewicht:           | 1180 kg      |

## Fahrwerk
| Teile               | Daten                                                                     |
| ------------------- | ------------------------------------------------------------------------- |
| Vorderachse:        | Doppelte Dreiecksquerlenker, Schraubenfedern                              |
| Hinterachse:        | Doppelte Dreiecksquerlenker, Schraubenfedern, Stabilisator                |
| Dämpfer:            | Federbeine mit Bypass, einstellbar in Zug- und Druckstufe, Hersteller Fox |
| Lenkung:            | Servolenkung                                                              |
| Bremsen vorne:      | unbelüftete Scheiben (Durchmesser 280 mm), Aluminium-Bremssättel          |
| Bremsen hinten:     | innenbelüftete Scheiben (Durchmesser 280 mm), Aluminium-Bremssättel       |
| Bremsenhersteller:  | CNC                                                                       |
| Felgen:             | Vorderachse: 4×16″, Hinterachse: 6×15″ (CENTERLINE + FORTIN)              |
| Reifen Vorderachse: | 235-85/16″                                                                |
| Reifen Hinterachse: | 35×12,5×15 (Hersteller: BF Goodrich)                                      |